# Staghound americano
O staghound americano, originalmente chamado american staghound, é um cão de raça ainda não reconhecida por registro algum, apesar de criada seletivamente há anos. Resultado do cruzamento entre três raças, foi a solução encontrada pelos pioneiros no Oeste americano para atacar lobos e coiotes. Visto como um animal forte, veloz e vigoroso, é ainda bom caçador. De adestramento considerado fácil, é apreciado como cão de companhia devido a seu temperamento dócil com outros cães, embora não confiável com animais de estimação menores.